# James Rossiter
James Rossiter (* 25. srpna 1983) je britský automobilový závodník. Působil mimo jiné jako testovací pilot Formule 1 v sezoně 2008 pro tým Super Aguri. V minlosti testoval ve formuli 1 pro tým Force India a v roce 2010 měl být druhým jezdcem stáje US F1.